# Campanha presidencial de Kamala Harris em 2024
Kamala Harris, a 49ª e atual vice-presidente dos Estados Unidos, anunciou sua campanha para a presidência em 2024 no dia 21 de julho de 2024, após o Presidente Joe Biden retirar sua candidatura à reeleição e endossá-la.
Harris ganhou destaque nacional em 2016 durante sua campanha para o Senado dos Estados Unidos. Ela se tornou mais conhecida quando se tornou uma candidata de "alto perfil" nas primárias presidenciais de 2020. Ela buscou a nomeação democrata para a eleição de 2020, mas retirou-se da corrida em 3 de dezembro de 2019. Ela endossou Joe Biden em 8 de março de 2020, e foi escolhida por Biden para ser sua vice em 11 de agosto de 2020. Após Biden e Harris vencerem a eleição geral, ela se tornou a primeira vice-presidente mulher dos Estados Unidos ao ser empossada em 20 de janeiro de 2021.
Se Harris ganhar a nomeação, ela se tornará a segunda mulher na história dos EUA a ser nomeada para presidente por um grande partido político, após Hillary Clinton em 2016. Ela também se tornará a primeira mulher negra e a primeira asiático-americana na história dos EUA a ser nomeada para presidente por um grande partido político. Se eleita presidente, Harris se tornará a primeira presidente mulher e a primeira presidente asiático-americana dos Estados Unidos, bem como a segunda presidente negra americana após Barack Obama.
Em 22 de julho, Harris garantiu endossos suficientes de delegados para se tornar a presumida candidata presidencial democrata; tais endossos são não vinculativos até a votação formal do partido, que os oficiais democratas planejam realizar até 7 de agosto.
Harris perdeu a eleição geral para o ex-presidente republicano Donald Trump; ela admitiu a derrota no dia seguinte. Se Harris tivesse sido eleita, ela teria sido a primeira mulher e a primeira presidente asiático-americana dos Estados Unidos. As derrotas de Harris nos estados do muro azul de Michigan, Pensilvânia e Wisconsin foram consideradas fundamentais para sua derrota no pleito.

## Contexto
Em outubro de 2023, Harris se recusou a especular sobre o que aconteceria se o provável candidato democrata para a eleição presidencial de 2024, o atual presidente Joe Biden, desistisse da corrida. A idade de Joe Biden, que na época era de 80 anos, estava sendo usada como um "aríete" pelos republicanos. Após o primeiro debate presidencial em 27 de junho de 2024, aumentaram as preocupações sobre a idade e a capacidade de Biden para cumprir um segundo mandato. Inicialmente, Biden reagiu "agressivamente" à ideia de que ele deveria desistir.
Em 28 de junho, a revista New York escreveu que, embora a maioria dos democratas não quisesse que Harris o substituísse, ela seria a escolha mais provável se ele desistisse; ela tinha índices de aprovação mais altos do que Biden e outros concorrentes democratas para a eleição presidencial de 2028, como Gavin Newsom. Nas redes sociais, em reação ao debate, usuários que queriam Harris como candidata postaram um antigo vídeo dela perguntando ao público: "Você acha que acabou de cair de um coqueiro? Você existe no contexto de tudo em que vive e no que veio antes de você", significando que a "substância" de uma pessoa não é criada de forma independente, mas é resultado de seu ambiente. Esse vídeo se tornou um meme da internet, e os cocos se tornaram um símbolo da campanha de Harris; a atenção que o vídeo trouxe para Harris aumentou a ideia de ela ser a candidata.
Até 3 de julho, Harris estava sendo discutida como a possível substituta de Biden por democratas de alto escalão, e as reações de vários democratas à escolha variavam de "aceitação a apreensão e resignação". Ela defendeu Biden, dizendo que o debate "não foi seu melhor momento", mas que "o resultado desta eleição não pode ser determinado por um dia em junho". No entanto, seus aliados começaram a traçar estratégias para torná-la a escolha democrata caso ele desistisse. Ela foi um alvo frequente dos discursos durante a Convenção Nacional Republicana de 2024, de 15 a 18 de julho, onde os oradores se referiam à presidência atual como a presidência "Biden-Harris". Em 17 de julho, a campanha de Donald Trump, então concorrente de Joe Biden na eleição, recusou-se a selecionar uma data para um possível debate vice-presidencial com o vice de Trump, J.D. Vance, dizendo: "Não sabemos quem será o candidato democrata a vice-presidente, então não podemos definir uma data antes da convenção deles. Fazer isso seria injusto com Gavin Newsom, JB Pritzker, Gretchen Whitmer ou quem quer que Kamala Harris escolha como seu companheiro de chapa".
Em 18 de julho, o The Hill relatou que, nos próximos dias, Biden faria um discurso sobre sua futura carreira política, e que os democratas do Congresso esperavam que Harris fosse a nova candidata. Por volta dessa época, diferentes pesquisas mostraram que os democratas estavam confiantes ou duvidosos sobre sua capacidade de vencer Trump. Em 19 de julho, os democratas estavam "mapeando silenciosamente" como Harris venceria a eleição, mas outros candidatos, como Gretchen Whitmer e Josh Shapiro, também estavam sendo considerados. Após pressão dos democratas, Biden desistiu da eleição em 21 de julho de 2024 e endossou Harris como sua sucessora.

## Campanha

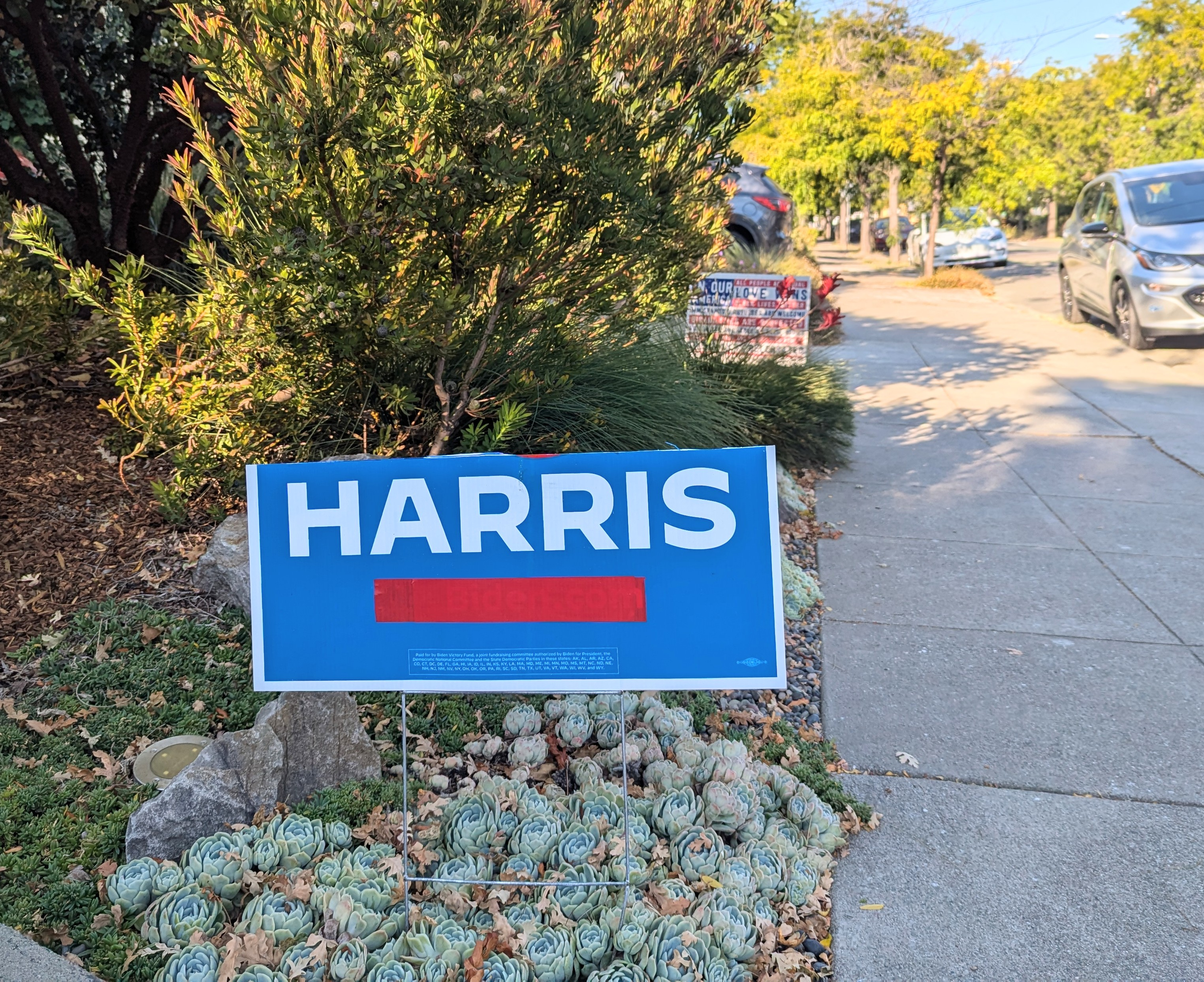
Um cartaz de jardim da campanha Biden/Harris com o nome de Biden removido, em Oakland, Califórnia, no dia seguinte à desistência de Biden.

Em 22 de julho, Harris recebeu apoio suficiente de delegados estaduais para ganhar a indicação e se tornar a provável candidata. Embora os endossos não fossem vinculativos, a CNN estimou que ela garantiu delegados suficientes para vencer a nomeação.

### Anúncio
Em 21 de julho de 2024, Harris anunciou sua intenção de concorrer à nomeação democrata, e o comitê de campanha "Biden for President" apresentou documentos à Comissão Federal de Eleições para mudar o nome do comitê para "Harris for President". No dia em que a retirada foi anunciada, a plataforma de arrecadação de fundos democrata ActBlue relatou ter arrecadado mais de $50 milhões no maior valor de doações diárias desde a morte de Ruth Bader Ginsburg em 2020.

### Arrecadação de Fundos
Nas primeiras 24 horas de sua candidatura, a campanha presidencial de Harris arrecadou a maior quantia de dinheiro já registrada para um candidato presidencial, totalizando US$ 81 milhões.

## Plataforma

### Política interna

#### Aborto
Harris apoia proteções nacionais para o aborto, que foram revertidas após Roe v. Wade (1973) ser derrubada pelo caso Dobbs v. Jackson Women's Health Organization (2022). Sob a administração Biden, ela fez campanha de forma proeminente pelos direitos ao aborto.

#### Mudanças Climáticas
Harris apoia a justiça ambiental, que abordaria o impacto das mudanças climáticas em áreas de baixa renda e em pessoas de cor. Sob Biden, ela apoiou sua legislação climática.

#### Imigração
Como vice-presidente, Harris investiu US$ 950 milhões em empresas da América Central para abordar as causas da migração em massa, como a pobreza. Ela apoiou um projeto de lei que fecharia a fronteira se estivesse muito lotada e financiaria agentes de patrulha de fronteira. Ela acredita que o sistema de imigração está "quebrado" e precisa ser consertado, e diz que a maioria dos americanos acredita nisso.

#### Direitos das minorias

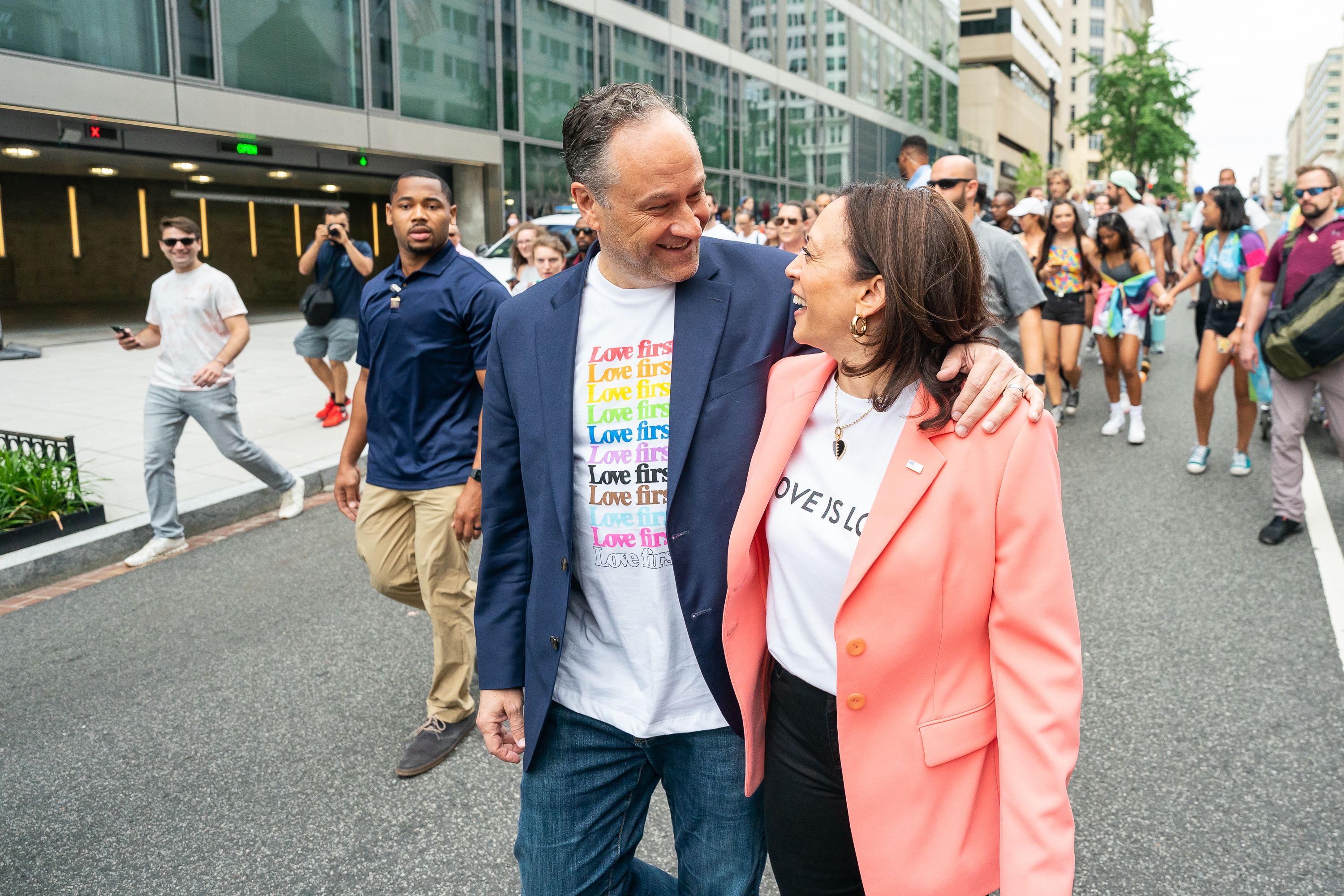
Kamala Harris e Douglas Emhoff a caminhada e manifestação do Capital Pride, em 2021. O evento é realizado anualmente em Washington, D.C. desde a década de 1970.

Harris é uma forte defensora do movimento LGBTQIAPN+. Em 2022, o Presidente Joe Biden assinou a Lei de Respeito ao Casamento, que exige que os estados reconheçam casamentos entre pessoas do mesmo sexo e casamentos inter-raciais, mesmo com a Suprema Corte mirando na igualdade matrimonial. Na cerimônia de assinatura, Harris e outros fizeram discursos, e Biden presenteou Harris com uma caneta em reconhecimento aos anos de trabalho pela igualdade matrimonial. Em 2023, Harris visitou o Stonewall Inn e denunciou ataques legislativos aos direitos dos cidadãos transgéneros em estados de todo o país. Em julho de 2024, Harris realizou uma arrecadação de fundos no ponto de encontro LGBTQ de Provincetown, Massachusetts.

### Política externa

#### OTAN e Ucrânia
Espera-se que Harris siga, em geral, a política externa de Biden sobre a OTAN e a Ucrânia, apoiando ambos após a invasão russa da Ucrânia.

#### Guerra Israel–Hamas
Harris é conhecida por ter posições mais duras sobre Israel do que Biden. Ela apoiou a ofensiva de Israel contra o Hamas após o ataque deste a Israel, mas criticou Israel durante a guerra devido à crise humanitária em Gaza. Ela também é mais aliada aos democratas progressistas que se opõem a Israel. Sob a administração Biden, ela pediu um cessar-fogo e pressionou por mais ajuda humanitária. Relatórios indicam que ela é mais simpática aos palestinos do que Biden, embora seja discutível se ela mudaria a política imediatamente.

#### China
Assim como os funcionários da administração de Biden, Harris defendeu a "redução de riscos" em relação a Pequim, uma política que incentiva a redução da dependência econômica da China. Ela também levanta questões sobre Hong Kong, Xinjiang, Tibete, Taiwan, etc., como qualquer outro governo democrata, com a intenção de conter o poder crescente da China, tanto econômica quanto militarmente. A mídia social chinesa não vê sua candidatura de forma favorável, e está mais familiarizada com outros candidatos, como Antony Blinken. A opinião pública chinesa acredita que ela perderá para Trump.

## Pesquisas de opinião
Nas pesquisas eleitorais, Harris tem demonstrado um desempenho ligeiramente melhor do que Biden na eleição geral, mas ainda está atrás de Trump em 21 de julho de 2024.